# Baldissero d'Alba
Baldissero d'Alba (Baussé in piemontese) è un comune italiano di 1 050 abitanti della provincia di Cuneo in Piemonte. Fa parte della delimitazione geografica del Roero.

## Geografia fisica

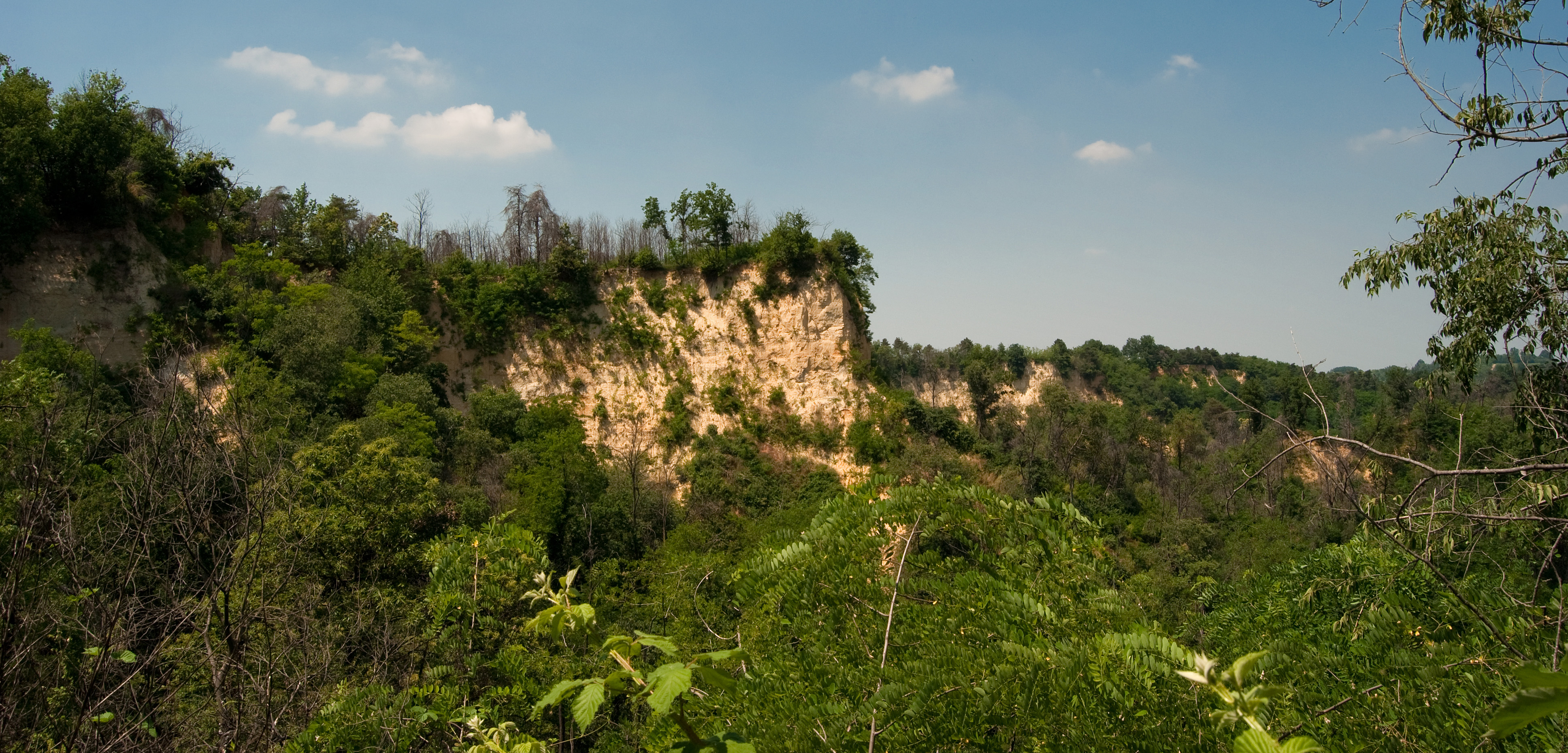
Le "rocche del Roero".

## Storia
È stato possedimento della famiglia "de Summaripa", signori di Sommariva Perno. Nel Duecento, passò sotto il Marchesato di Saluzzo e seguì le sue sorti fino a diventare possedimento francese nel 1547.
Verso la fine del secolo XVI i Baldissero, ramo dei Summaripa, in seguito a legami con la famosa famiglia romana, assunsero il nome di Colonna. 
Venne occupato nel 1588 da Carlo Emanuele I di Savoia.

### Simboli
Nello stemma comunale, concesso assieme al gonfalone con decreto del presidente della Repubblica del 12 aprile 1988, è raffigurata, su sfondo azzurro, una colonna d'argento, con la base e il capitello ionico d'oro, fondata in punta e sormontata da una stella d'oro di otto raggi. Il gonfalone è un drappo di bianco.

## Monumenti e luoghi d'interesse

### Architetture religiose
- Chiesa di parrocchiale di Santa Caterina, sorta al centro storico del paese in sostituzione della decentrata ed antichissima parrocchiale di Sant'Antonino, venne ricostruita fra il 1712 ed il 1854.
- Antica chiesa di Sant'Antonino (resti della parte absidale del XIII secolo), fondata alla fine del VIII secolo alle rocche di Baldissero (tra le località Aprato e La Villa, circa km 1 fuori dell'abitato, a SE, in mezzo alle vigne), nell'antico insediamento dei Franchi con preesistente presenza longobarda[5]. Nel 1596 e nel 1522 fu riparata, ancora nel 1837 era officiata un giorno l'anno.

### Architetture militari
- Castello dei Colonna citato già nel 1268. Conserva al suo interno resti dell'antica cappella gotica con pareti affrescate. All'esterno è visibile ancora una parte della cinta muraria con la torre detta "dei Coltelli" .

## Società

### Evoluzione demografica
Abitanti censiti

### Etnie e minoranze straniere
Secondo i dati ISTAT al 31 dicembre 2017 la popolazione straniera residente è di 62 persone. Le nazionalità maggiormente rappresentate sono:
1. Romania, 32

## Cultura

### Ricorrenze

#### Feste e fiere
- Terra & sapori (ex festa delle fragole, 20 maggio)
- Festa del grano (frazione Baroli, fine luglio)
- Festa della Madonnina (località Aprato, 8 settembre)
- Festa di Santa Caterina (patronale, 25 novembre)

## Economia
Si fonda principalmente sull'agricoltura e sulla produzione dei vini Roero e Roero Arneis. Inoltre è ancora discretamente diffusa la coltivazione della fragola.

## Amministrazione
| Periodo        | Periodo        | Primo cittadino    | Partito      | Carica                  | Note   |
| -------------- | -------------- | ------------------ | ------------ | ----------------------- | ------ |
| 14 giugno 1999 | 14 giugno 2004 | Sergio Coraglia    | Indipendente | Sindaco                 | [ 7 ]  |
| 14 giugno 2004 | 8 giugno 2009  | Cinzia Gotta Torre | Lista civica | Sindaco                 | [ 8 ]  |
| 8 giugno 2009  | 13 maggio 2014 | Cinzia Gotta       | Lista civica | Sindaco                 | [ 9 ]  |
| 13 maggio 2014 | 26 maggio 2014 | Claudia Bergia     |              | Commissario Prefettizio | [ 10 ] |
| 26 maggio 2014 | 26 maggio 2019 | Michele Lusso      | Lista civica | Sindaco                 | [ 11 ] |
| 26 maggio 2019 | 9 giugno 2024  | Michele Lusso      | Lista civica | Sindaco                 | [ 12 ] |
| 9 giugno 2024  | in carica      | Michele Lusso      | Lista civica | Sindaco                 | [ 12 ] |